# Савали
Савали — село в Малмыжском районе Кировской области, административный центр Савальского сельского поселения.

## Население
| 2010 |
| ---- |
| 1154 |

На 2016 год в Савали числятся 15 улиц и 2 снт.

## История
По данным на 1771—1773 годы сельцо Богородское, Савали тож принадлежало помещику Петру Алексеевичу Татищеву.

## Образование
В селе с 1901 года действует Савальский политехнический техникум — старейшее учебное заведение области.